# John Fletcher (Musiker)
John Fletcher (* 19. Mai 1941; † 7. Oktober 1987) war ein britischer Musiker (Tubist).

## Leben und Werk
Er begann seine Karriere als Hornist und wechselte erst nach seinem Schulabschluss in Pembroke (Cambridge) zur Tuba. Sein Vater Bernard unterrichtete klassische Musik an der Schule und war selbst ein leidenschaftlicher Musiker. Im Herbst 1964 zog er nach London, wo er die Stelle als Tubist des BBC-Symphonieorchesters erhielt. Als er das Orchester 1966 verließ, um seine neue Stelle als Solo-Tubist des London-Symphony-Orchesters (LSO) anzutreten, verlangte er ausdrücklich im Vertrag, dass auch die Möglichkeit bestehen müsse, Verpflichtungen im Bereich Kammermusik annehmen zu können. Dies ermöglichte ihm von 1966 bis 1986 beim weltberühmten Philip Jones Brass Ensemble (PJBE) mitzuspielen.
Während dieser Zeit wurde „Fletch“ – wie ihn seine Freunde nannten – zur Legende.
Als Mitglied des London-Symphony-Orchesters und des Philip Jones Brass Ensembles sowie als Lehrer für Master Classes bereiste er die ganze Welt und erfreute mit seinem virtuosen und technisch brillanten Tuba-Spiel Musikbegeisterte aller Generationen.
Die Zeitschrift The grammophone magazine kürte John zum „world’s foremost tuba player“.
Edward Gregson, wohl der wichtigste Vertreter der jüngeren Komponistengeneration in Großbritannien, schrieb sein Tuba Concerto 1976 im Auftrag der Brass-Band Besses o’ th’ Barn (Leitung: Roy Newsome) für John Fletcher. Das dreisätzige Werk wurde schnell beliebt und zählt nach Einschätzung des Komponisten zu dessen am meisten aufgeführten Kompositionen. Es präsentiert ein eher ungewöhnliches Soloinstrument, die Basstuba, auf höchst wirkungsvolle Weise, sowohl von ihrer technischen Brillanz wie auch von einer erstaunlichen lyrischen Aussagekraft.
Vor John Fletcher war das Renommee der Tuba als Musikinstrument nicht besonders groß. Es wurde nur als Bass-Instrument in Orchestern und Brass-Bands gebraucht. Jegliche Anwendung der Tuba als Solo-Instrument wurde weitgehend nur belächelt. John Fletcher änderte dies, indem er sein bemerkenswertes Talent einsetzte und die Ausdrucksfähigkeit der technischen Virtuosität der Tuba als Soloinstrument aufzeigte.
Als Lehrer hasste er Wichtigtuerei und vermied die klassische Master-Class-Situation. Er bevorzugte es, das Instrument mit seinen Studenten zu erforschen und vermied schnelle Antworten zugunsten Diskussionen mit den Studenten.
Er behalf sich immer damit, seine Ansichten mit Humor darzubieten.
Er liebte die Art Musik, welche eine anspruchsvolle, aber dankbare Aufgabe für den Spieler bot und gleichzeitig Freude beim Publikum hervorrief.
Im Jahr 1967 heiratete er die Mezzo-Sopranistin, mit der zusammen er eine Tochter und einen Sohn hatte. Im März 1987 erlitt John Fletcher eine schwere Gehirnblutung und starb im Oktober 1987.

## The John Fletcher Trust Fund
Im Gedenken an den John Fletcher wurde 1988 ein Fonds eingerichtet, der junge mittellose Musiker unterstützte und es ihnen ermöglichte, Kurse bei nationalen Jugendblasorchestern und Jugend-Brass-Bands zu besuchen. Der Fonds war bis 2010 im „Charity Register“ des Vereinigten Königreichs eingetragen.